# 铅山站
铅山站是一个横南线上的铁路车站，位于江西省铅山县河口镇，建于1985年，目前为四等站，邮政编码为334500。目前客运：办理旅客乘降；行李、包裹托运；货运：办理整车货物发到。